# Анг Нон II
Анг Нон II або Анг Нан (1654–1691) — король (регент) Камбоджі від 1674 до 1675 року.

## Життєпис
Був онуком короля-регента Утая.
1674 року дядько Анг Нона Анг Тан вторгся до Камбоджі на чолі в'єтнамського війська. В результаті було вбито короля Анг Чея. До кінця того ж року Анг Тан важко захворів і перед смертю передав командування армією своєму племіннику, Анг Нону, який став регентом в Удонзі, взявши ім'я Падумараджа.
За п'ять місяців кхмерські війська під проводом брата покійного Анг Чея (майбутнього короля Четти IV) розбили в'єтнамців та вигнали їх зі столиці. Анг Нон був змушений тікати до В'єтнаму.
1682 року Анг Нон, набравши армію з біженців з Китаю (династія Мін), а також з камбоджійців, що емігрували до В'єтнаму, відновив боротьбу проти Четти IV. Спочатку кхмери зазнали кількох поразок, але змогли 1684 року перейти у наступ, отримавши підтримку з боку Сіаму. 1688 року Анг Нон зазнав остаточної поразки від кхмерсько-сіамських сил, після чого вже не повертався до боротьби за владу в Камбоджі.